# رولف لانداور
رولف لانداور (بالألمانية: Rolf Landauer)‏ (و. 1927 – 1999 م) هو فيزيائي، وعالم حاسوب، ومهندس من ألمانيا، والولايات المتحدة، ولد في شتوتغارت، وكان عضوًا في معهد مهندسي الكهرباء والإلكترونيات، والأكاديمية الأمريكية للفنون والعلوم، والأكاديمية الأوروبية للعلوم والآداب، والأكاديمية الوطنية للعلوم، والأكاديمية الوطنية للهندسة، توفي في نيويورك، عن عمر يناهز 72 عاماً، بسبب سرطان.

## التعليم
تعلم في جامعة هارفارد، وثانوية ستايفسنت ‏.

## جوائز
حصل على جوائز منها:
- وسام إديسون (1998)
- جائزة أوليفر ألسويرث باكلي للمواد المكثفة (1995)
- قلادة ستيوارت بلنتين (1992)
- زميل آي بي إم
- وسام مئوية هارفارد
- زمالة الجمعية الأمريكية الفيزيائية
- زمالة معهد مهندسي الكهرباء والإلكترونيات.